# 사민필지

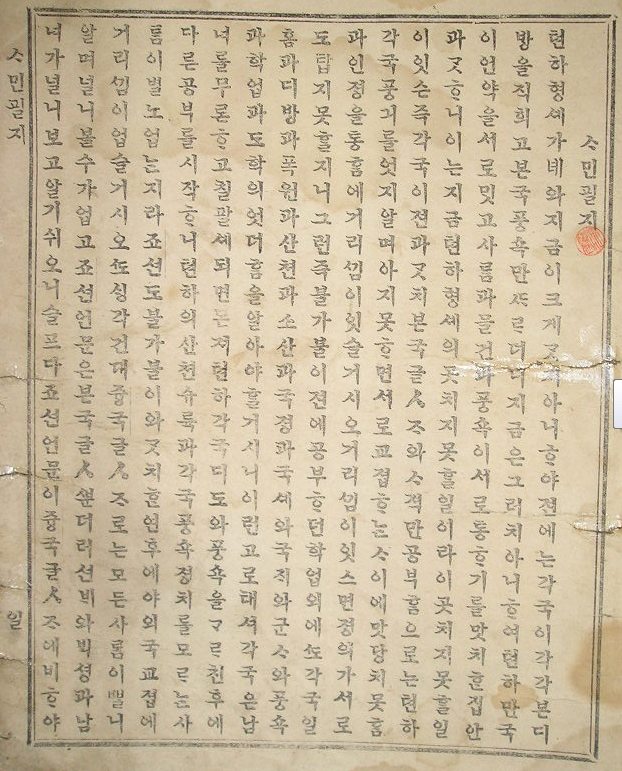
사민필지 서문

사민필지(士民必知)는 우리나라 최초의 한글 교과서로 육영공원의 교사였던 호머 헐버트가 1889년에 집필하였다. 세계 각국의 산천 ·풍토·사회·학술 등을 한글로 간략하게 소개한 세계지리서이다. 사민필지((士民必知))의 뜻은 선비와 백성이 반드시 알아야할 지식'이다. 조선이 나아가야 할 국제간의 교류를 위해 조선인에게 필요한 기본적인 지식을 갖추기 위해 만들어졌다.

## 구성
2권 1책, 161쪽으로 되어 있는 사민필지는 태양계와 지구에 대한 설명으로 시작하여 대륙과 각 나라를 소개하였다. 각 나라에 대한 설명은 지리, 자연 상태, 정부 형태, 풍습, 종교, 산업, 교육, 군사력 등을 포함하였다. 1891년초에 초판으로 2천부를 찍었는데 이는 당시로는 엄청난 부수였다. 1895년에는 한자로 번역된 한역판도 나왔으며, 1906년과 1909년에는 2판과 3판이 각각 출판되었는데, 2판에는 영국과 미국의 현재 이름이 비로소 사용되었다. 이전에는 엥길리국, 합중국이라고 이름했었다.
1891년(고종 28)에 한글본으로 초판이 간행되고, 1895년 학부(學部)에서 백남규, 이명상 등이 이를 한문으로 번역하고, 김택영이 보완하여 1895년에 간행하였다. 이 책은 한국 최초의 세계지리 교과서로, 한국에 세계지리 지식을 심어주어 근대화의 문을 열게 하였다.

## 반응
사민필지는 육영공원 등 교육기관에서 교재로 사용하였을 뿐만 아니라 당시 상류층에게 인기있는 책이 되었다. 하와이로 이민을 떠난 한국인들이 이민 결심을 하게 되는 주요 동기가 되었다고 한다.

## 금지
1909년 일본은 사민필지가 국민의 사상 교육 과정에 너무 자극적이라며 출판과 판매를 금지하였다.

## 참고서적
- 김재완, 사민필지에 대한 소고, 문화역사지리 13권 2호, 한국문화역사지리학회, 2001, 205~207쪽